# 라우레아
이탈리아에서는 라우레아 (laurea)가 주요 고등 교육 학위이다. 이름은 원래 문자 그대로 월계관을 의미했다. 고대부터 명예의 표시였으며 이제는 공식 졸업식 직후와 때로는 졸업 파티 중에 이탈리아 학생들이 착용힌다. 졸업생은 문자 그대로 "월계관을 쓴" 라우레아또 (laureato)로 알려져 있다.

## 볼로냐 과정 이전의라우레아학위

### 초기 역사
중세 초기에 이탈리아 대학은 학사와 박사 학위를 모두 수여했다. 그러나 이탈리아 대학의 학사 학위는 중세 후기에 기록되어 있지 않으며 1500년 이후에는 전혀 기록되지 않았다. 학생들은 대학에서 공부하지 않고도 박사 시험을 볼 수 있다. 중간 과정 없이(per saltum) 학위를 받는 것으로 비판을 받았다. 대학에서 수년간 공부해야 하는 규정을 뛰어 넘었기 때문이다.

### 20세기
라우레아 (학위)를 받기 위해 학부생들은 4년에서 6년 간의 대학 과정을 이수하고 마침내 논문을 완성해야 했다.
Laureati (laureato의 복수형)는 관습적으로 dottore (남자의 경우. 영어로 doctor) 또는 dottoressa (여자의 경우)로 불리며, 적어도 laurea (Legge n. 240/2010 art. 17 comma 2 Riforma Gelmini)의 소유자이기도 하다. 이는 doctor의 직함을 박사 학위 소지자(경우에 따라 의사)로 제한하는 많은 국가들의 관습과 대조적이다.
1980년대 중반 dottorato di ricerca (박사 학위 수준 교육)가 도입될 때까지 laurea는 이탈리아에서 얻을 수 있는 가장 높은 학업 학위를 구성했으며 소지자들에게 가장 높은 학문적 위치에 접근할 수 있는 기회를 제공했다. 엔리코 페르미, 에밀리오 지노 세그레, 줄리오 나타, 카를로 루비아, 조르조 파리시와 같은 노벨상 수상자들은 최고 학위를 받았다.
볼로냐 과정 이전의 라우레아 학위(공식적으로 Diploma di laurea 또는 Laurea vecchio ordinamento 또는 Laurea로 명명됨)는 이제 이탈리아 법률에 따라 라우레아 마지스트랄레 (Laurea magistrale)라는 새로운 이탈리아 석사 학위와 동등하다.

## 볼로냐 과정으로 인한 개혁
볼로냐 과정 (Bologna Process)에 박차를 가하여 1999년에 프로그램을 보다 보편적인 학부(학사 학위) 및 대학원 과정(석사 및 박사 학위) 시스템에 맞추기 위해 대대적인 개혁을 실시했다. 이를 통해 교환 프로그램을 통해 미국 및 영연방 국가와 같은 다른 국가로 대학생의 이동성을 높일 수 있었다. 기존 라우레아는 학부 및 대학원 연구로 분할되었으며 프로그램이 개혁되었다.

대학 과정은 볼로냐 과정 (Bologna Process)을 통해 학사 3년, 석사 2년, 박사 3년으로 개편되었다. 볼로냐 과정 개편전까지 유럽 대학들은 학사와 석사 과정을 통합해 배우는 학석사 과정을 운영해왔다. 이탈리아의 경우 대학을 4년을 다니면 학석사 통합 학위에 해당하는 라우레아 (Laurea) 학위를 주었다.

### 첫 번째 주기: 라우레아 트리엔날레
학사 학위와 동등한 첫 번째 주기 학위인 Laurea triennale (180 ECTS 학점)에는 이전 laurea의 과정보다 간단한 학사 수준 과정이 포함되며 완료까지의 규범적 시간은 3년이다(이탈리아 scuola secondaria superiore 또는 Lyceum(고등학교)은 5년이 걸리므로 19세에 끝난다). Laurea를 받으려면 학생은 논문을 완료해야 하지만 이전 laurea (일반적으로 비 연구 논문)에 필요한 것보다 덜 까다로운 논문을 완료해야 한다.

### 두 번째 주기:라우레아 마지스트랄레
Laurea magistrale(이전의 Laurea Specialistica, 2002–2006)는 석사 학위 (120 ECTS 학점)에 해당하는 두 번째 주기 학위로, laurea 이후 2년 프로그램에서 취득할 수 있으며 실험 논문(일반적으로, 150-250쪽)이 필요하다.
일부 분야(특히 의학, 법학, 공학 및 건축)에서는 Laurea magistrale a ciclo unico가 수여된다. 이것은 5년 또는 6년의 두 번째 주기 (석사) 학위(300 또는 360 ECTS)로, 영국의 학석사 통합 학위처럼 입학을 위해 이전의 첫 번째 주기 학위(학사 학위)가 필요하지 않다.

Laurea magistrale를, 석사(master) 학위는 아니지만 더 실용적인 교육을 보장하고 대신에 더 높은 수준의 연구에는 접근할 수 없는 1년짜리 디플로마(60 ECTS)인 이탈리아의 마스터(Master)와 혼동해서는 안 된다(대학원 졸업장(postgraduate diploma)과 유사하지만 같지는 않다). I 레벨 마스터 (Master di I livello, 전문석사, 학사후연구원)는 라우레아 트리엔날레 이후에 취득할 수 있는 디플로마이다. II 레벨 마스터 (Master di II livello, 전문박사, 석사후연구원)는 라우레아 마지스트랄레 이후에 취득할 수 있으며 추가 연구(예: 박사) 또는 전문적인 성취를 추구하는 데 유용하다. 학사후연구원이나 석사후연구원은 박사후연구원 (postdoctoral researcher)과 유사하다고 생각하면 될 것 같다. I 레벨 마스터는 두 번째 주기이고, II 레벨 마스터는 세 번째 주기이다.

### 세 번째 주기: 돗또라또 디 리체르까
Dottorato di ricerca (철학 박사와 동등)는 라우레아 마지스트랄레를 달성한 후에만 수행할 수 있는 세 번째 주기 학위이다. 1980년대 중반 도입되었으며 혁신적인 논문의 최종 방어를 포함하여 3/4년의 박사 수준 과정과 실험 작업으로 구성된다.
Dottorato는 자금 부족으로 인해 매우 적은 수의 직위만 제공되었기 때문에 큰 인기를 얻지 못했다. 실제로, 2010년까지 이탈리아 공화국은 학술 임명에 dottorato di ricerca를 요구한 적이 없었다. 2000년대 초반에 dottorato di ricerca에 대한 자금이 지원되지 않는 직위가 제공되어 그러한 학위에 대한 더 넓은 접근이 가능해졌다.

박사(PhD) 외에 다른 세 번째 주기 학위는 2년 (법학, Diploma di Specializzazione in Professioni legali) 또는 3-6년 (의학, 전문 과목에 따라 다름) 과정의 학습과 연구 활동을 통해 취득할 수 있는 Diploma di Specializzazione이다. Diploma di Specializzazione 과정에 등록하려면 Laurea magistrale (각각 법률 또는 의학) 학위가 필요하다. Diploma di Specializzazione in Professioni legali는 판사직에 지원할 때 필요하며, 특정 진료 과목의 Specializzazione는 전문의 (Specialist Medical Doctor)로 인정될 때 필요하다.

세 번째 주기에는 II 레벨 마스터 (Master di II livello, 석사후연구원)도 있다.

## 같이 보기
- 볼로냐 과정 (Bologna Process)
- 이탈리아의 교육
- 전문학사
- 전문 석사
- 전문박사